# Virginia Slims Championships 1975
Virginia Slims Championships 1975 — четвертий завершальний турнір сезону, щорічний тенісний турнір серед найкращих тенісисток у рамках Virginia Slims Circuit. На нього кваліфікувались 16 найкращих гравчинь, згідно з рейтинговими очками й за умови, що вони зіграли принаймні в шести турнірах. Змагання в одиночному розряді складались з кола на вибуття, вісім переможниць якого було розбито на дві групи (Золоту і Зелену), де вони грали за круговою системою. Переможниці кожної групи грали між собою у фіналі. Крім того, були матчі за третє, п'яте і сьоме місця. Турнір відбувся на синтетичному килимі (Sporteze) Los Angeles Sports Arena в Лос-Анджелесі США і тривав з 31 березня до 5 квітня 1975 року. То був перший рік, коли турнір проводили не в жовтні, а у квітні.

## Фінальна частина

### Одиночний розряд
Кріс Еверт —  Мартіна Навратілова, 6–4, 6–2.
- Для Еверт це був 4-й титул в одиночному розряді за сезон і 43-й — за кар'єру.

### Парний розряд
Маргарет Корт /  Вірджинія Вейд —  Розмарі Касалс /  Біллі Джин Кінг, 6–7(2–7), 7–6, 6–2.